# Я родом из детства
«Я родом из детства» — советский художественный фильм, снятый режиссёром Виктором Туровым по сценарию Геннадия Шпаликова на киностудии «Беларусьфильм». Съёмки проходили с 26 ноября 1965 по 4 февраля 1966 года в Ялте. Премьера состоялась 27 декабря 1966 года.
И режиссёру, и автору сценария, и оператору на момент съёмок фильма было менее тридцати лет.

## Сюжет
Апрель 1945 года. Игорь и Женька — мальчишки из прифронтового города, которые ждут своих близких, сражающихся за освобождение Родины, и надеются, что война скоро закончится.

## В ролях
| Актёр              | Роль                              |
| ------------------ | --------------------------------- |
| Таня Овчинко       | Лена                              |
| Эдуард Довнар      | Юра                               |
| Витя Колодкин      | Женька                            |
| Галина Супрунова   | Зина                              |
| Светлана Турова    | Надя                              |
| Валерий Зубарев    | Игорь Тарасевич                   |
| Елизавета Уварова  | учительница немецкого             |
| Рита Гладунко      | Зинаида Тарасевич, соседка        |
| Арина Алейникова   | Вера                              |
| Евгений Ташков     | Фёдор Баран                       |
| Нина Ургант        | Людмила Баран                     |
| Владимир Высоцкий  | танкист Володя, старший лейтенант |
| Владимир Белокуров | учитель-инвалид                   |
| Павел Кормунин     | директор школы                    |
| Борис Руднев       | Толя, слепой лейтенант            |
| Станислав Хитров   | капитан Коля                      |
| Борис Сивицкий     | Рыжкин                            |
| Елена Добронравова | мать Жени и Лены Люся             |

## Съёмочная группа
| Автор сценария       | Геннадий Шпаликов          |
| Режиссёр-постановщик | Виктор Туров               |
| Оператор-постановщик | Александр Княжинский       |
| Художник-постановщик | Евгений Ганкин             |
| Композитор           | Евгений Глебов             |
| Звукооператор        | Константин Бакк            |
| Режиссёр             | Л. Фадеева                 |
| Оператор             | Сергей Петровский          |
| Художник по костюмам | А. Грибова                 |
| Художник по гриму    | Л. Емельянов               |
| Ассистент режиссёра  | Р. Шаталова, Р. Мирский    |
| Ассистент оператора  | Михаил Комов, Феликс Кучар |
| Монтажёр             | Е. Аксенёнко               |
| Редактор             | В. Гузанов                 |
| Директор             | Аким Жук                   |

## Песни в фильме
Музыка и тексты песен Владимира Высоцкого (две в исполнении автора, песня «В холода, в холода» в исполнении Мажукова, остальные — в исполнении Марка Бернеса).
В начале фильма дети поют песню Блантера на стихи Исаковского «Враги сожгли родную хату», которая была написана уже после войны.
- На братских могилах (исполнял сам автор (фрагмент — строфы 3—4, под гитару) и Марк Бернес).
- Звёзды (Высоцкий поёт большую часть строф этой песни, прерывая её исполнение разговором).
- В холода, в холода….
- Вцепились они в высоту, как в своё (прозвучали первая и вторая строфы на мотив песни «Раскинулось море широко»).
- Враги сожгли родную хату.
- Пусть дни проходят (авторы Борис Терентьев и Илья Финк).

## Награды
Кинофестиваль республик Прибалтики, Белоруссии и Молдавии 1967 г.:
- премия за лучшую режиссёрскую работу — В. Туров;
- премия за лучшую женскую роль — Н. Ургант.

По результатам опроса, проведённого белорусскими критиками, фильм был признан лучшим из созданного за всю историю белорусского кино.